# 安井牧子
安井 牧子（やすい まきこ、1962年9月4日 - ）は、関西地方を中心に活動する日本のタレント。妹尾和夫が主宰する劇団パロディフライの団員でもあり、現在は同劇団を運営するパロディフライ・プロダクションおよび業務提携先の昭和プロダクション（芸能事務所）に所属している。

## 人物・略歴
大阪府豊中市生まれ。兵庫県宝塚市出身。母方祖父は宍粟市安養寺(母の実家)の住職。1歳か2歳で宝塚に引越し、嫁入りまで暮らす。3歳上の姉がいる。既婚で、子どもは居ない。愛称やこ、やっこ。
兵庫県立宝塚東高校（テニス部）から、短期大学への進学を経て、製薬会社社員、大手ゲーム関連会社専務秘書として働く。ABCラジオの『おはようパーソナリティ道上洋三です』（『おはパソ』）のアシスタント一般公募へ採用されたことを機に、1985年3月29日（金曜日）まで会社員生活を続けたうえで、同年4月1日（月曜日）から『おはパソ』の4代目アシスタントとしてタレント活動を始めた。当時は、『おはパソ』へ出演するかたわら、朝日放送の新人アナウンサーであった伊藤史隆・岡元昇・中邨雄二と一緒に同局のアナウンス研修を受講していた。
同番組を卒業後は、『痛快!明石家電視台』（毎日放送）のアシスタントや『ニューススクランブル』（よみうりテレビ）のキャスターを歴任した。また、『ニューススクランブル』への出演と並行しながらパロディフライで演技のレッスンを受けたことをきっかけに、舞台女優として同劇団で活動。2003年9月から2009年7月までは、毎週金曜日にABCラジオ『全力投球!!妹尾和夫です』で、パロディフライの座長でもある妹尾のアシスタントを務めた。2010年4月6日から2018年3月27日までは、同局の『とことん全力投球!!妹尾和夫です』で再び妹尾と共演。いずれの番組でも、生放送で暴走しがちな妹尾を、やんわりとした口調でたしなめることが多かった。また近年は、パロディフライの公演で脚本を手掛けたり、一人舞台に臨んだりすることもある。
1993年に結婚。2000年から2014年7月中旬までは、夫の仕事の関係で東京都内に居住していたため、パロディフライの公演や在阪局の番組へ出演するたびに東京から新幹線で来阪していた。『とことん全力投球!!妹尾和夫です』でも東京での生活の模様をたびたび紹介していたが、夫が再び関西で勤務することになったため、2014年7月下旬から関西で生活。同番組が終了した2018年3月に、東京へ再度転居した。

## 出演

### テレビ番組
- 『痛快!明石家電視台』（毎日放送） - 第2代アシスタント（1992年4月 - 1993年9月）
  - 痛快!明石家電視台「㊗30周年総まくりSP 前編/明石家さんま 大遅刻の理由！？歴代アシスタント勢揃い！」20210308
  - 痛快!明石家電視台「㊗30周年総まくりSP 後編 豊崎WOWOW入れ！」20210315
- 『ニューススクランブル』（よみうりテレビ） - キャスター

### ラジオ番組
RADIO BALLOON
- 妹尾和夫と安井牧子の「かけ込みラジオ！」

KBS京都
- ハイヤングKYOTO

ABCラジオ
- 『おはようパーソナリティ道上洋三です』 - 第4代アシスタント（1985年4月 - 1986年9月）
- 『全力投球!!妹尾和夫です』 - 金曜日アシスタント（2003年10月3日-2009年7月3日）
- 『とことん全力投球!!妹尾和夫です』 - アシスタント（2010年4月6日 - 2018年3月27日）
- 『安井牧子のアーリーモーニング』 - パーソナリティ（2018年4月7日 - 2025年6月28日）

### ラジオCM
- 牛乳石鹸共進社（2018年4月  - 　）
  - 単独提供番組である『安井牧子のアーリーモーニング』の放送開始を機に、ABCラジオ・MBSラジオ向けのスポットCMでナレーションを担当。

### 舞台
- 安井牧子 一人芝居 ＩＲＯＤＯЯＩ(いろどり）